# 봉암초등학교 (경기)
봉암초등학교는 대한민국 경기도 양주시에 있는 공립 초등학교이다.

## 학교 연혁
- 1963. 06. 20 상패국민학교 봉산분실 인가
- 1969. 03. 01 봉암국민학교 승격
- 1980. 03. 01 병설 유치원 설립 인가
- 1988. 08. 16 현대식 6개 교실 준공
- 1997. 04. 22 급식실 준공
- 1998. 03. 05 시 지정 교통안전 시범학교 운영
- 2008. 11. 05 돌아오는 농촌학교 운영(2008.3.1-2010.2.28)
- 2009. 09. 01 학력향상 중점 학교 운영
- 2010. 10. 09 상담실, 도서실 리모델링 및 학교 경관조성
- 2010. 12. 31 화장실2, 다목적실1 증설 및 돌봄교실 리모델링
- 2010. 12. 31 학교평가 우수학교 선정
- 2013. 03. 01 도지정 상시평가중심학교 운영(2012.3.1-2014.2.28)
- 2013. 09. 01 제15대 최신정 교장 취임
- 2015. 02. 13 제46회 졸업식(누계 1,535명)
- 2015. 03. 01 2015학년도 6학급 편성(유치원 1학급)
- 2015. 03. 02 2015학년도 1학년 8명 입학

## 참고 자료
- 봉암초등학교 - 한국교육학술정보원 학교알리미